# Tetrastigma aplinianum
Tetrastigma aplinianum är en vinväxtart som först beskrevs av Collett & Hemsl., och fick sitt nu gällande namn av Momiyama. Tetrastigma aplinianum ingår i släktet Tetrastigma och familjen vinväxter. Inga underarter finns listade i Catalogue of Life.